# Bataille de Baton Rouge (1862)
Guerre de Sécession
Batailles
Campagne de Port Hudson
- Forts Jackson et St-Philip
- La Nouvelle-Orléans
- Baton Rouge
- 1re Donaldsonville
- Georgia Landing
- Plains Store
- Port Hudson

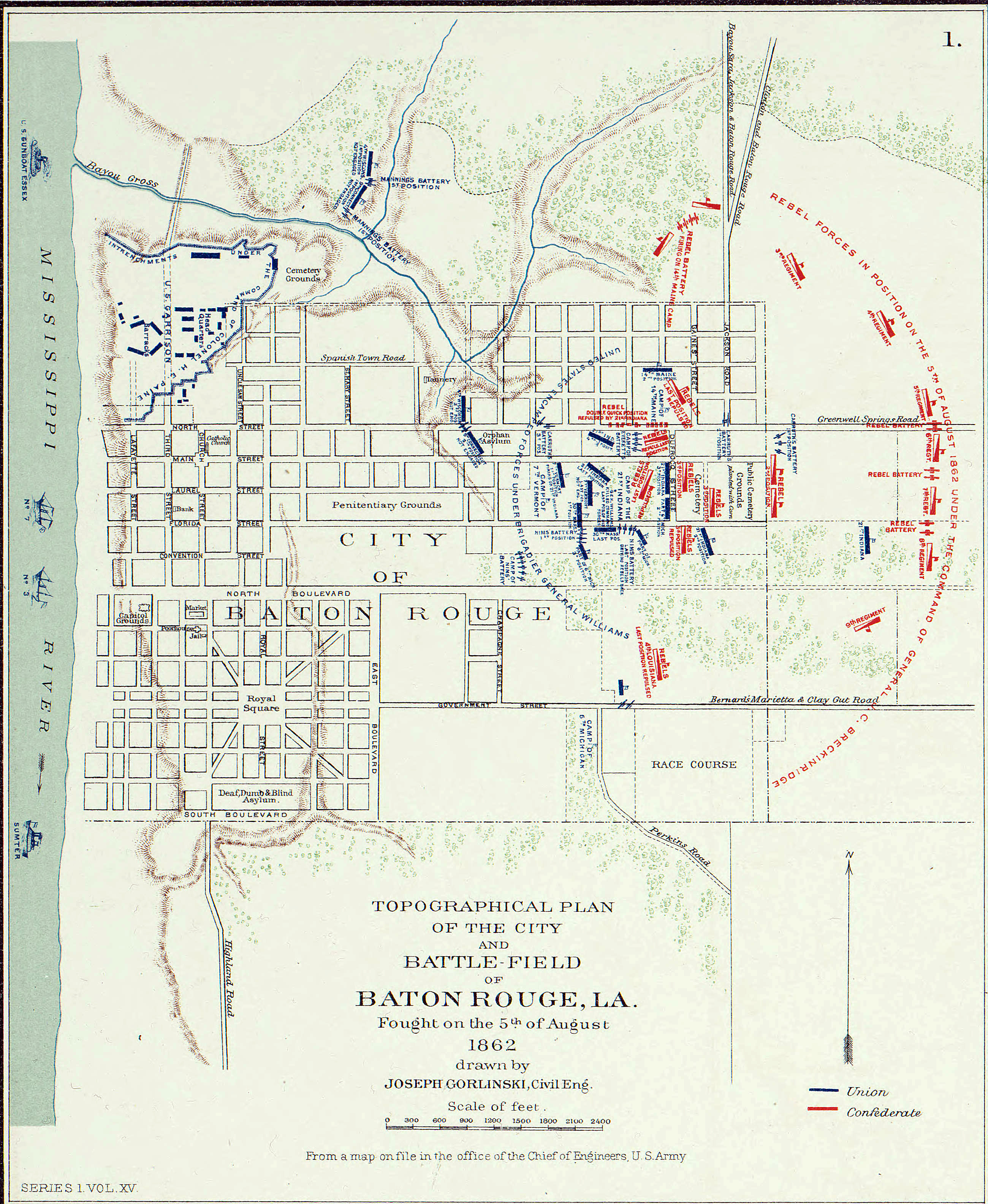
Carte descriptive de la bataille de Baton Rouge, 5 août 1862.

La bataille de Baton Rouge est une bataille terrestre et navale de la guerre de Sécession qui s'est déroulée le 5 août 1862 dans la paroisse de Baton Rouge Est, Louisiane. La victoire de l'Union stoppe les tentatives des confédérés de reprendre la capitale de la Louisiane. Elle fait partie de la campagne du Bas-Mississippi (ou campagne de la vallée du Mississippi).

## Contexte
Le 25 avril 1862, la veille de la chute de la Nouvelle Orléans face à la marine U.S. Navy sous les ordres de l'amiral David Farragut, le gouvernement confédéré de l'État décide d'abandonner Baton Rouge, partant en premier pour Opelousas, et ensuite à Shreveport. Tout le coton de la région est brûlé pour éviter qu'il ne tombe dans les mains de l'Union. Le 9 mai 1862, le commander James S. Palmer commandant la canonnière fédérale USS Iroquois accoste sur le quai de la ville et prend possession, sans résistance, des Pentagon Barracks et de l'arsenal. Deux semaines plus tard, un groupe de guérilla attaque une barque qui transporte un officier de marine. Par mesure de rétorsion, le navire amiral de Farragut, le Hartford, bombarde la ville, causant des victimes civiles et endommageant l'église St. Joseph's et d'autres bâtiments. Le 29 mai 1862, le brigadier général de l'Union Thomas Williams arrive avec six régiments d'infanterie, deux batteries d'artillerie et une troupe de cavalerie, et commence l'occupation de Baton Rouge.
Pendant l'été, le major général Earl Van Dorn, commandant les forces confédérées à l'est du Mississippi, résiste au bombardement de l'Union de Vicksburg. Le cuirassier bélier confédéré Arkansas descend la rivière Yazoo, infligeant des dégâts à la flotte de l'Union prise au dépourvu lorsqu'elle traverse, et est ancré à Vicksburg. Van Dorn désire reprendre Baton Rouge. Il pense que la reprise de Baton Rouge sera la clé pour chasser l'Union hors de la Louisiane, puisque les confédérés pourraient lancer des attaques le long de la Red River sur le territoire occupé par l'Union et aussi menacer le contrôle de la Nouvelle Orléans.
Cinq mille confédérés embarquent dans un train de Vicksburg pour Camp Moore, commandé par le major général John C. Breckinridge, le 27 juillet 1862. Ils sont rejoints dans le camp par une petite division d'infanterie commandé par le brigadier général Daniel Ruggles. Simultanément, l'Arkansas descend le fleuve Mississippi, pour engager les navires de l'Union près de Baton Rouge. Les hommes ont du matériel et du ravitaillement en grande quantité, et sont bien nourris. Le général Williams d'après certaines sources a vent du départ des forces du camp Moore le 28 juillet 1862. Le 4 août 1862, après de nouvelles informations sur l'arrivée imminente de l'ennemi, le troupes de l'Union sont déployées à 1,6 kilomètre de Baton Rouge. Néanmoins, les troupes de l'Union à Baton Rouge sont inexpérimentées et n'ont eu que deux semaines d’entraînement dans un camp avant d'être envoyées à Baton Rouge. Les troupes ont peu de ravitaillement parce que la plus grande partie de celui-ci est à la Nouvelle Orléans qui est considérée comme plus importante.

## Bataille
Breckinridge se déplace vers la Comite River, 16 kilomètres (10 miles) à l'est de Baton Rouge, le 4 août 1862,et s'approche ensuite pendant la nuit. Les confédérés perdent l'élément de surprise quand ils sont découverts par les sentinelles de l'Union. Malgré cela, l'attaque est lancée au lever du jour le 5 août 1862.
Les troupes de l'Union sont au centre de Baton Rouge, alors que les confédérés sont alignés en deux divisions, au nord de la ville. L'action survient autour de Florida Street, et débute avec la poussée des confédérés jusqu'au bout au travers de la ville. Un combat acharné survient particulièrement autour de Magnolia Cemetery. Le commandant de l'Union, le brigadier général Thomas Williams, est tué lors de l'action. Le colonel Thomas W. Cahill prend le commandement.
Le colonel mène un recul vers les lignes de défenses préparées près du pénitencier, sous la protection des navires de guerre de l'Union. Les troupes confédérées arrivent sous le feu des canonnières. La canonnière bélier confédérée Arkansas arrive peu de temps après mais ses moteurs cassent juste 6,4 kilomètres (4 miles) en amont de la ville. Son commandant donne l'ordre de le saborder en le brûlant pour éviter la capture. Sans espoir de soutien naval, Breckenridge est incapable d'attaquer les positions de l'Union et se retire. Les troupes de l'Union évacuent la ville une semaine plus tard, inquiets de la sécurité de la Nouvelle Orléans, mais y retournent à l'automne. Les confédérés occupent Port Hudson, qu'ils tiennent pendant près d'une année.
La « cérémonie commémorative de la bataille de Baton Rouge » se déroule chaque année le premier samedi d'août dans et autour de Magnolia Cemetery, subventionné par la « Foundation for Historical Louisiana ».

## Ordre de bataille
Armée de l'Union (2nd Brigade, Département du Golfe)
Brigadier général Thomas Williams (tué)
Colonel Thomas W. Cahill
Régiments d'infanterie
- 9th Connecticut Infantry
- 21st Indiana Infantry
- 14th Maine Infantry
- 30th Massachusetts Infantry
- 6th Michigan Infantry
- 7th Vermont Infantry
- 4th Wisconsin Infantry

Artillerie
- Indiana Battery
- 2nd Battery, Massachusetts Light Artillery
- 4th Battery, Massachusetts Light Artillery
- 6th Battery, Massachusetts Light Artillery

Marine de l'Union
- USS Hartford
- USS Westfield
- USS Jackson
- USS Cayuga
- USS Katahdin
- USS Brooklyn
- USS Clifton
- USS Sciota
- USS Kineo
- USS Essex

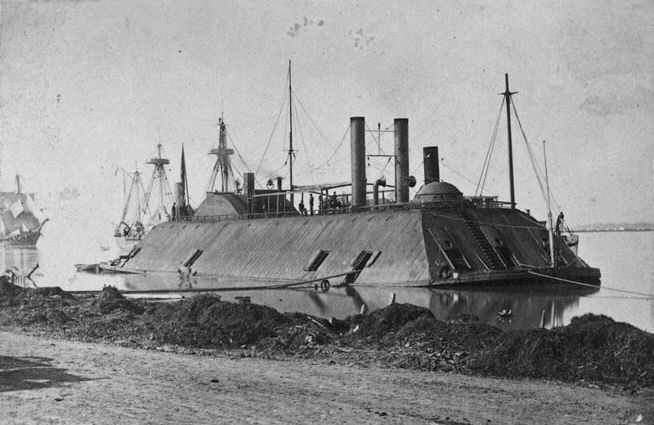
L'USS Essex, qui participe à la bataille.

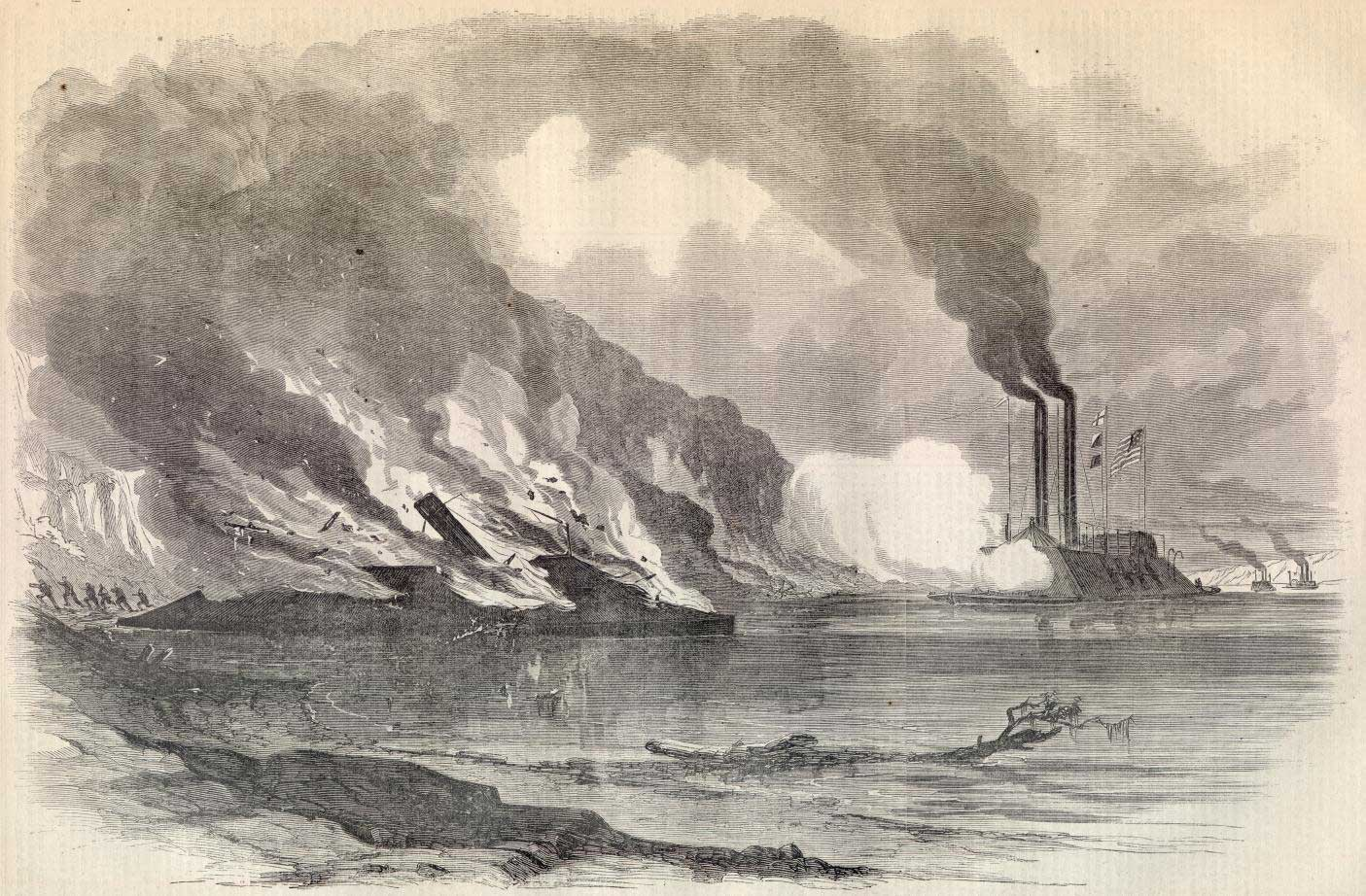
L'Essex tire sur l'Arkansas en flammes.

Armée confédérée (Corps de Breckinridge)
Major général John C. Breckinridge
Régiments d'infanterie
- 4th Alabama
- 31st Alabama
- 35th Alabama
- 3rd Kentucky
- 4th Kentucky
- 6th Kentucky
- 7th Kentucky
- 9th Kentucky
- 4th Louisiana
- 30th Louisiana
- Stewart's Louisiana Battalion
- 22nd Mississippi
- 31st Mississippi
- 19th Tennessee

Artillerie
- Pettus' Mississippi Battery
- Semmes' 1st Regular Battery Confederate Light

Marine confédérée
- CSS Arkansas

## Galerie

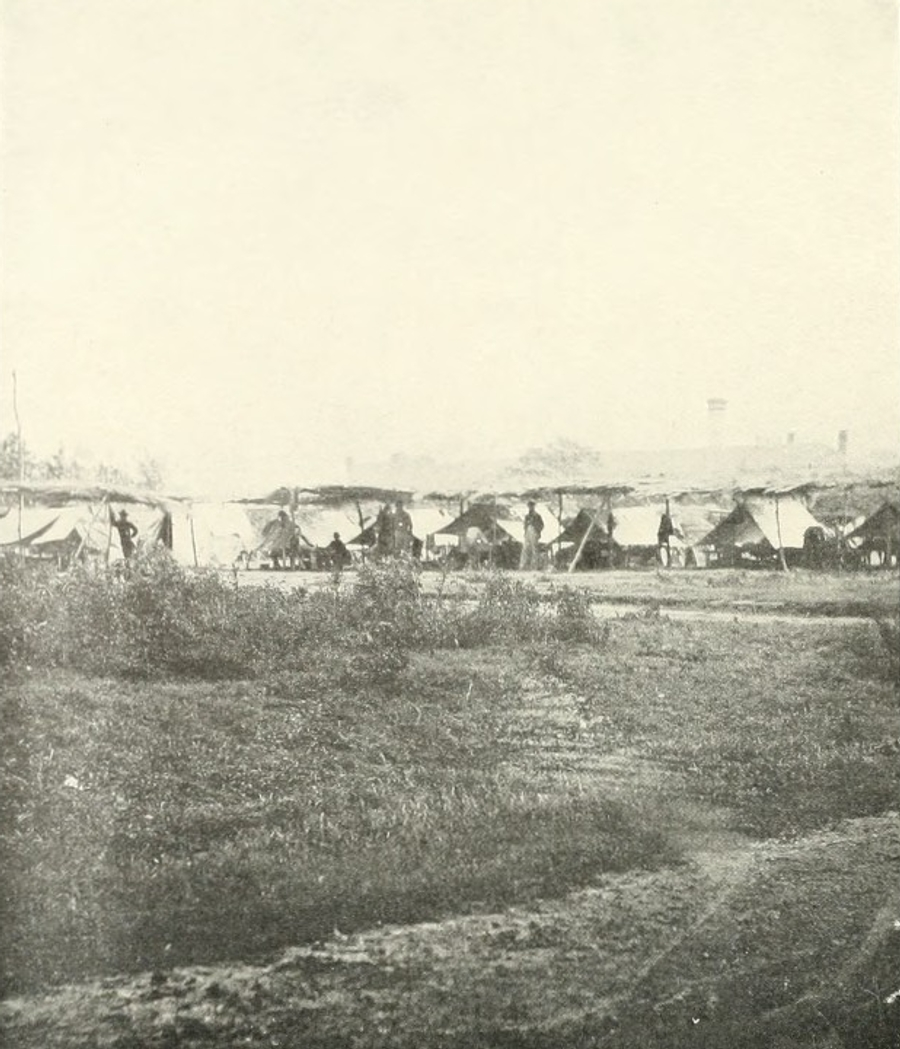
Les troupes de l'Union de la 2nd brigade sous le commandement du général Thomas Williams ont mis le camp aux limites de la ville de Baton Rouge. Cette photo a été prise peu avant le 5 août 1862. Ce matin là, les deux divisions du général confédéré John C. Breckinridge utilisent le brouillard dense et font une attaque surprise. Initialement, ils progressent en prenant une grande partie du camp mais sont finalement repoussés. Le général Williams, toutefois, gît mort. Photo 1 sur 2
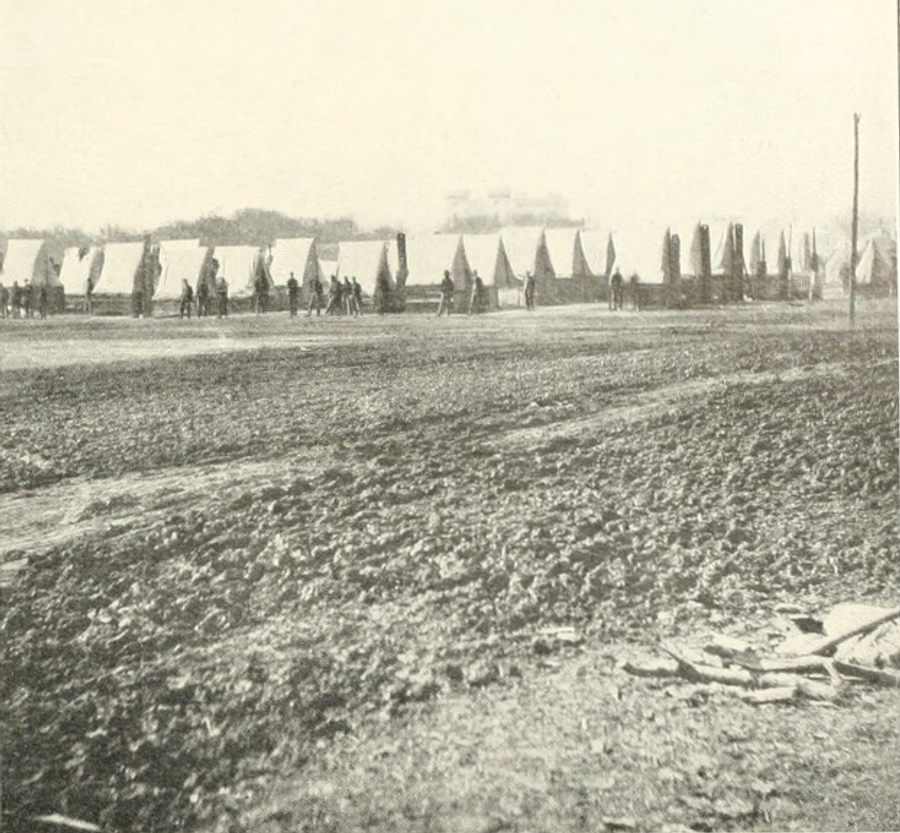
ULes troupes de l'Union de la 2nd brigade sous le commandement du général Thomas Williams ont mis le camp aux limites de la ville de Baton Rouge. Cette photo a été prise peu avant le 5 août 1862. Ce matin là, les deux divisions du général confédéré John C. Breckinridge utilisent le brouillard dense et font une attaque surprise. Initialement, ils progressent en prenant une grande partie du camp mais sont finalement repoussés. Le général Williams, toutefois, gît mort. Photo 2 sur 2
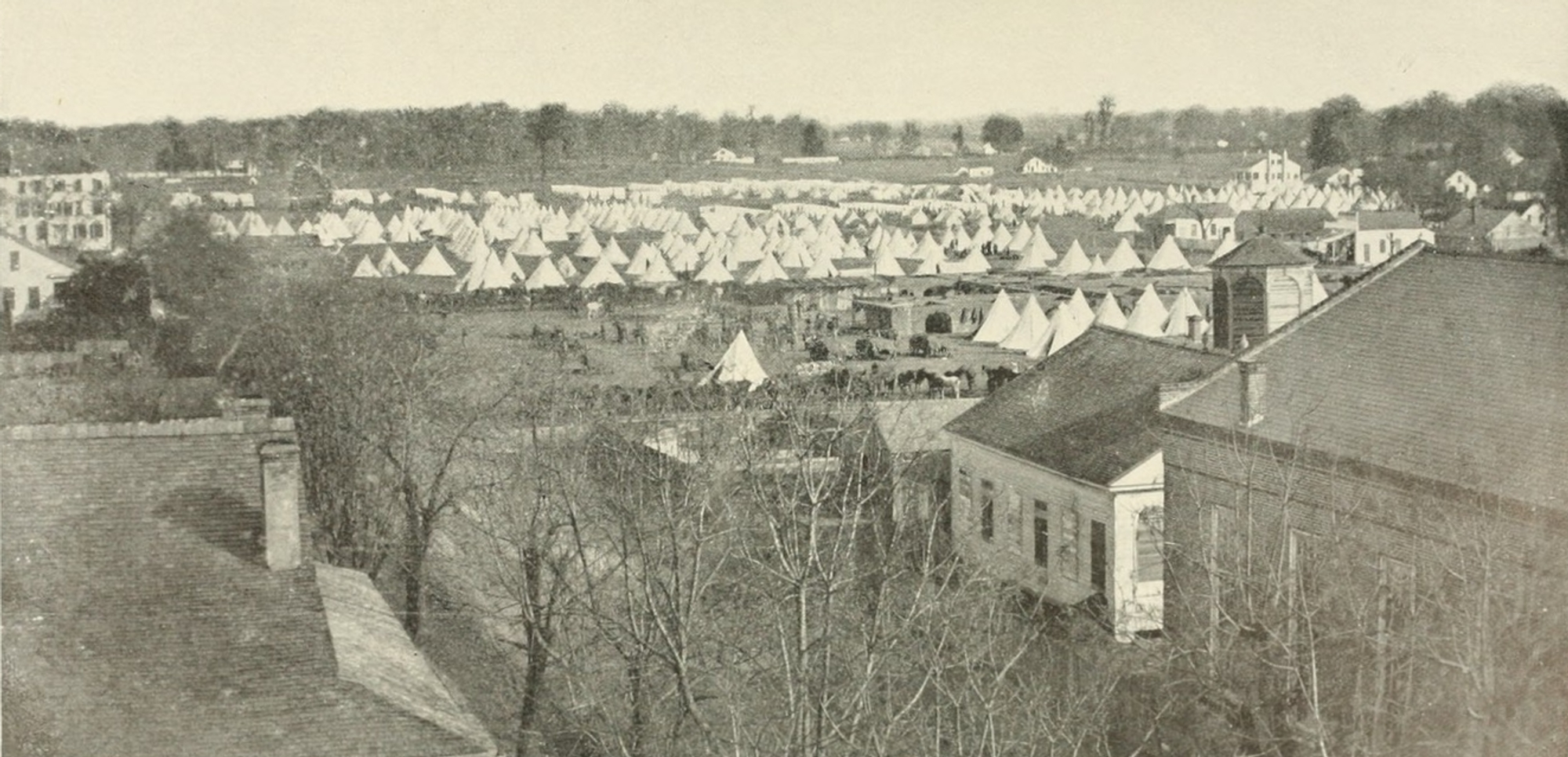
Le camp de l'Union, base pour le 7th Vermont, 21st Indiana et la Nims' Battery dans Baton Rouge est photographié fin juillet 1862. Pendant l'attaque surprise du 5 août 1862, ce camp devient un champ de bataille. Les troupes de l'Union dans l'hôpital prennent leurs armes et aident à repousser les confédérés.
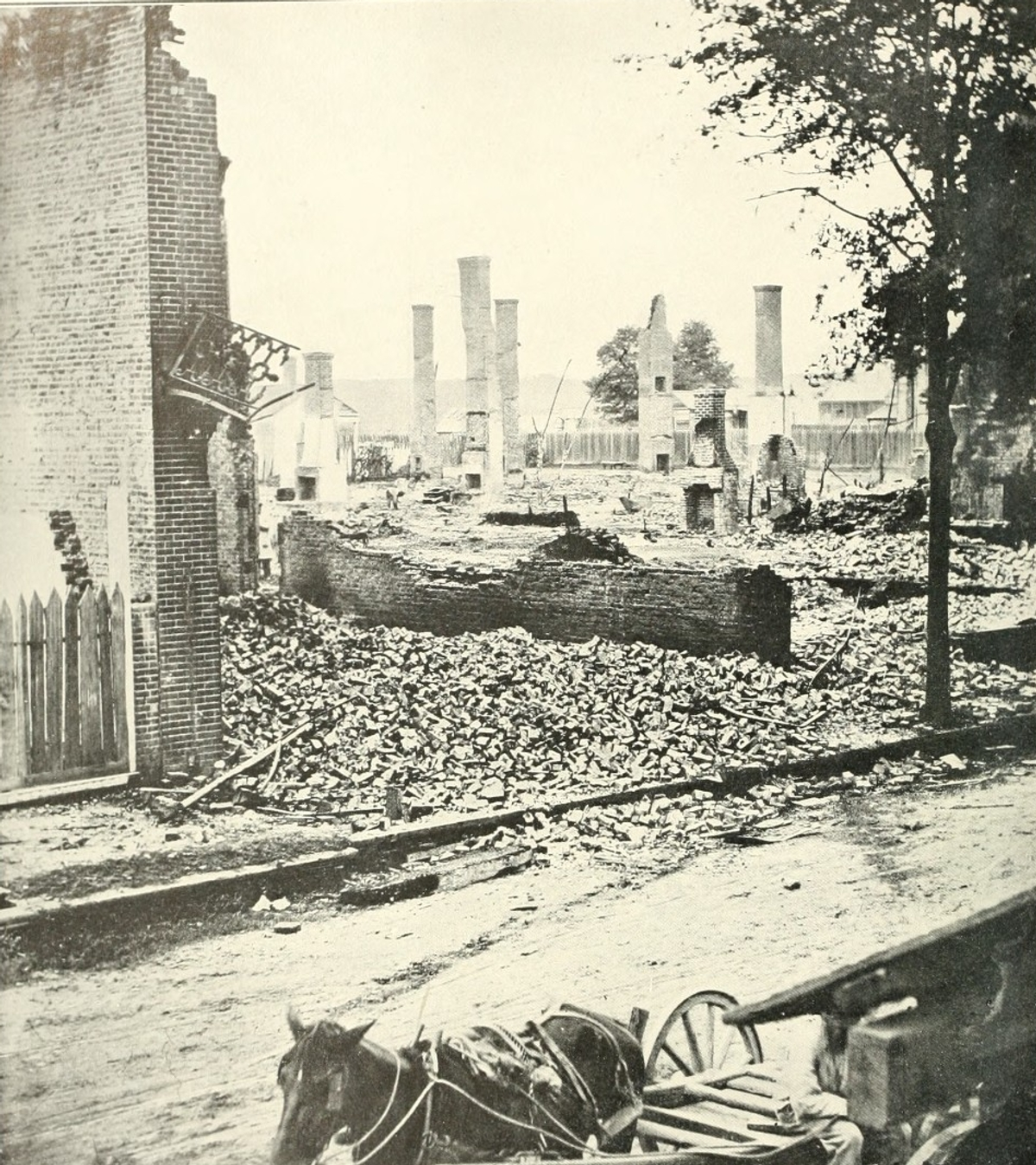
Ces maisons près de la bordure sud-est de l'arsenal à Baton Rouge ont été détruites sur ordre du colonel de l'Union Halbert E. Paine après l'attaque confédérées le 5 août 1862, aussi elles ne peuvent servir d'abri à des assaillants potentiels. L'Union abandonnera Baton Rouge sans être attaquée de nouveau. Ils se dirigent vers la Nouvelle-Orléans sous les ordres du général Butler.

## Culture populaire
Dans le film de Quentin Tarantino Les Huit Salopards, deux des personnages sont des officiers vétérans de la Bataille de Baton Rouge : le major Marquis Warren, un soldat noir de l'Union, et le général confédéré Sandford Smithers.
Dans le film avec Will Smith, Émancipation, l’on voit à la toute fin une partie de la bataille de Bâton Rouge.